# Lijst van nummer 1-hits in Italië in 1998
Deze hits stonden in 1998 op nummer 1 in de Hit Parade Italia, de bekendste hitlijst in Italië.
| Datum        | Artiest                        | Titel                        |
| ------------ | ------------------------------ | ---------------------------- |
| 3 januari    | Aqua                           | Doctor Jones                 |
| 10 januari   | Aqua                           | Doctor Jones                 |
| 17 januari   | Gala                           | Come into my life            |
| 24 januari   | Gala                           | Come into my life            |
| 31 januari   | Aqua                           | Doctor Jones                 |
| 7 februari   | Ralphi Rosario & Donna Blakely | Take me up (gotta get up)    |
| 14 februari  | Céline Dion                    | My heart will go on          |
| 21 februari  | Céline Dion                    | My heart will go on          |
| 28 februari  | DJ Dado & Michelle Weeks       | Give me love                 |
| 7 maart      | Madonna                        | Frozen                       |
| 14 maart     | Madonna                        | Frozen                       |
| 21 maart     | Madonna                        | Frozen                       |
| 28 maart     | Madonna                        | Frozen                       |
| 4 april      | Alexia                         | Gimme love                   |
| 11 april     | Alexia                         | Gimme love                   |
| 18 april     | Madonna                        | Frozen                       |
| 25 april     | Céline Dion                    | My heart will go on          |
| 2 mei        | Céline Dion                    | My heart will go on          |
| 9 mei        | Ricky Martin                   | La copa de la vida           |
| 16 mei       | Ricky Martin                   | La copa de la vida           |
| 23 mei       | Ricky Martin                   | La copa de la vida           |
| 30 mei       | Ricky Martin                   | La copa de la vida           |
| 6 juni       | Ricky Martin                   | La copa de la vida           |
| 13 juni      | Ricky Martin                   | La copa de la vida           |
| 20 juni      | Ricky Martin                   | La copa de la vida           |
| 27 juni      | Ricky Martin                   | La copa de la vida           |
| 4 juli       | Ricky Martin                   | La copa de la vida           |
| 11 juli      | Des'ree                        | Life                         |
| 18 juli      | Des'ree                        | Life                         |
| 25 juli      | Des'ree                        | Life                         |
| 1 augustus   | Des'ree                        | Life                         |
| 8 augustus   | Des'ree                        | Life                         |
| 15 augustus  | Des'ree                        | Life                         |
| 22 augustus  | Des'ree                        | Life                         |
| 29 augustus  | Des'ree                        | Life                         |
| 5 september  | Des'ree                        | Life                         |
| 12 september | Des'ree                        | Life                         |
| 19 september | Aerosmith                      | I don't want to miss a thing |
| 26 september | Aerosmith                      | I don't want to miss a thing |
| 3 oktober    | Aerosmith                      | I don't want to miss a thing |
| 10 oktober   | Aerosmith                      | I don't want to miss a thing |
| 17 oktober   | Aerosmith                      | I don't want to miss a thing |
| 24 oktober   | Aerosmith                      | I don't want to miss a thing |
| 31 oktober   | Aerosmith                      | I don't want to miss a thing |
| 7 november   | Aerosmith                      | I don't want to miss a thing |
| 14 november  | Aerosmith                      | I don't want to miss a thing |
| 21 november  | Goo Goo Dolls                  | Iris                         |
| 28 november  | Goo Goo Dolls                  | Iris                         |
| 5 december   | Goo Goo Dolls                  | Iris                         |
| 12 december  | Cher                           | Believe                      |
| 19 december  | Cher                           | Believe                      |
| 26 december  | Goo Goo Dolls                  | Iris                         |